# Emil Berliner
Emil Berliner (Hanôver, 20 de maio de 1851 – Washington, D.C., 3 de agosto de 1929) foi um inventor alemão, naturalizado americano. Ele é mais conhecido por inventar o disco plano de corte lateral (chamado de "gramophone record" em inglês britânico e americano) usado com um gramofone. Ele fundou a United States Gramophone Company em 1894; The Gramophone Company em Londres, Inglaterra, em 1897; Deutsche Grammophon em Hanôver, Alemanha, em 1898; e Berliner Gram-o-phone Company of Canada em Montreal em 1899 (fretado em 1904). Berliner também inventou o que provavelmente foi o primeiro motor de avião radial (1908), um helicóptero (1919) e azulejos acústicos (década de 1920).

## Carreira
Depois de algum tempo trabalhando em um estábulo, Berliner se interessou pela nova tecnologia de áudio do telefone e fonógrafo. Ele inventou um transmissor telefônico melhorado, um dos primeiros tipos de microfones. A patente foi adquirida pela Bell Telephone Company (ver The Telephone Cases), mas contestada, em uma longa batalha legal, por Thomas Edison. Em 27 de fevereiro de 1901, o Tribunal de Apelações dos Estados Unidos declararia a patente de Berliner nula e concedeu a Edison todos os direitos sobre a invenção. "Edison precedeu Berliner na transmissão do discurso", escreveria o tribunal. "O uso de carbono em um transmissor é, para além de controvérsias, a invenção de Edison".
Berliner mudou-se para Boston em 1877, onde se tornou cidadão dos Estados Unidos quatro anos depois. Trabalhou para a Bell Telephone até 1883, quando retornou a Washington e se estabeleceu como pesquisador particular.

## Publicações

### Livros

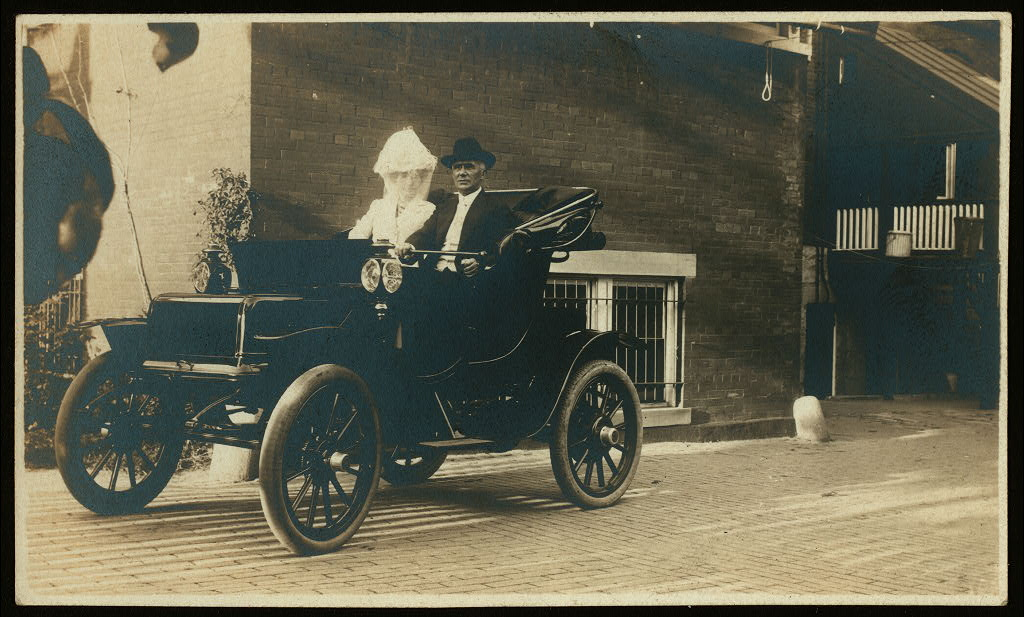
Emile Berliner com uma mulher

- Conclusions, 1899, Levytype Corporation, Filadélfia
- The Milk Question and Mortality Among Children Here and in Germany: An Observation, 1904, The Society for Prevention of Sickness
- Some Neglected Essentials in the Fight against Consumption, 1907, The Society for Prevention of Sickness
- A Study Towards the Solution of Industrial Problems in the New Zionist Commonwealth, 1919, N. Peters
- Muddy Jim and other rhymes: 12 illustrated health jingles for children, 1919, Jim Publication Company.

### Patentes

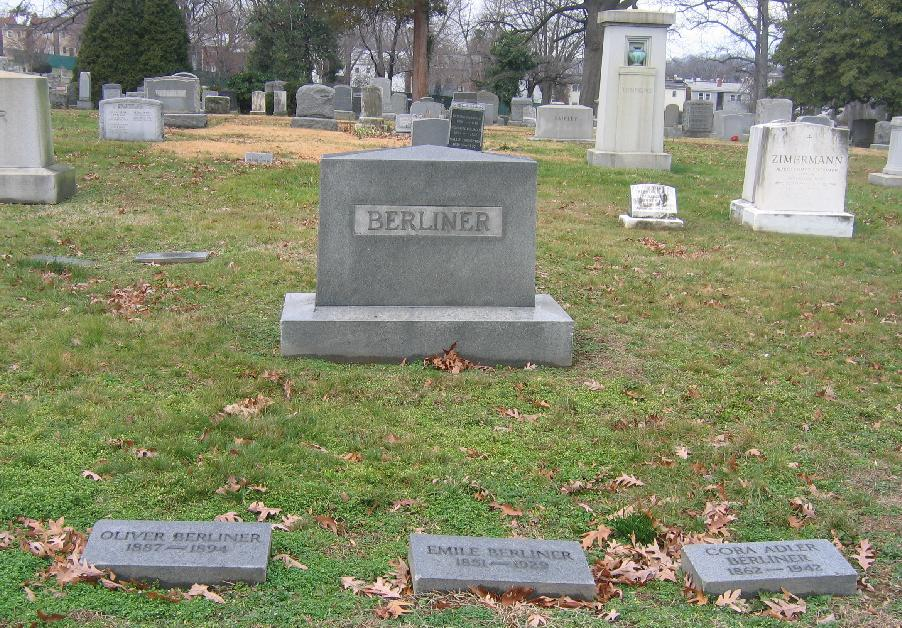
Marcador para a família Berliner no Rock Creek Cemetery, Washington, D.C.

- Patente E.U.A. 199 141 Telephone (induction coils), depositada em outubro de 1877, emitida em janeiro de 1878
- Patente E.U.A. 222 652 Telephone (carbon diaphragm microphone), depositada em agosto de 1879, emitida em dezembro de 1879
- Patente E.U.A. 224 573 Microphone (haste de carbono solta), registrada em setembro de 1879, emitida em fevereiro de 1880
- Patente E.U.A. 225 790 Microphone (haste de carbono de mola), depositada em novembro de 1879, emitida em março de 1880
- UK Patent 15232 filed November 8, 1887
- Patente E.U.A. 372 786 Gramophone (gravação horizontal), original depositado em maio de 1887, rearquivado em setembro de 1887, emitido em 8 de novembro de 1887
- Patente E.U.A. 382 790 Process of Producing Records of Sound (gravada em um fino revestimento de cera sobre superfície de metal ou vidro, posteriormente gravada quimicamente), depositada em março de 1888, emitida em maio de 1888
- Patente E.U.A. 463 569 Combined Telegraph and Telephone (microfone), depositada em junho de 1877, emitida em novembro de 1891
- Patente E.U.A. 548 623 Sound Record and Method of Making Same (cópias duplicadas de discos planos de zinco por galvanvanagem), depositada em março de 1893, emitida em outubro de 1895
- Patente E.U.A. 564 586 Gramophone (gravada na parte inferior do disco plano e transparente), depositada em 7 de novembro de 1887, emitida em julho de 1896